# Логинов, Виктор Константинович
Виктор Константинович Логинов (21 января 1962, Ангарск, Иркутская область — 5 сентября 2012, Хельсинки) — советский хоккеист, нападающий. Мастер спорта СССР.

## Биография
Воспитанник ангарского «Ермака», первый тренер — В. Д. Соколов. В сезоне 1979/80 дебютировал в московских «Крыльях Советов», проведя два матча в чемпионате СССР. В концовке сезона 1981/82 перешёл в московский «Спартак», в составе которого стал серебряным призёром чемпионата СССР 1983 и 1984. Затем играл за клубы «Кристалл» Саратов (1984/85),
«Ижсталь» (1985/86, 1989/90 — 1990/91), «Прогресс» Глазов (1985/86 — 1989/90, 1990/91).
Чемпион Европы среди юниоров 1980.
В 1991 году уехал в Финляндию вместе с Игорем Туляковым, где выступал за команды низших дивизионов «ПаКа» (Куусамо, 1991/92 — 1993/94), «РоКи» (Рованиеми, 1995/96 — 1996/77), «Эт-По-72» (Юлиторнио, 1998/99 — 2002/03), «КеКи» (Кемиярви, 1997/98, 2008/09).
Работал в Финляндии тренером. Скончался 5 сентября 2012 года. По словам Тулякова, как-то что-то не заладилось в его судьбе, поломалась личная жизнь. Пытался найти решение проблем извечным способом. Не выдержало сердце.